# Зрубавел Гілад
Зрубавел Гілад (івр. זרובבל גלעד; 9 грудня 1912, Бендери Бессарабської губернії — 12 серпня 1988, Ейн-Харод, Ізраїль) — ізраїльський поет; писав на івриті.

## Біографія
Зрубавел Гілад народився в Бендерах Бессарабської губернії Російської імперії 9 грудня 1912 року, в єврейській родині Хаїма Гласса і Хаї Бірбаєр. У 1922 році через Одесу родина перебралася в підмандатну Палестину, де оселилася в кібуці «Ейн-Харод».
У 1942—1948 роках Гілад був одним з бойових командирів «Пальмаху» (елітного підрозділу єврейської воєнізованої організації Хагана), написав його гімн «Мисавив Иехом haCaap» ( Навколо шумить гроза). З 1956 року — один з редакторів видавництва «ха-Киббуц ха-Меухад». У 1981 році був удостоєний премії імені Бялика.
Помер 12 серпня 1988 на 76 році життя

## Творча діяльність
Автор восьми поетичних збірок, в тому числі «Прихат xa-Ораним» (Цвітіння сосен, 1950), «Нахар Ярок» (Зелена річка, 1956), «Афар Нохер» (Сяючий попіл, 1960), «Ор Хозер» (Відбитий світ, 1970), «xa-Кихли» (Дрозд, 1978), а також книги для дітей. 
Проза Гілада включає белетризовані спогади про дитинство і юність в кібуці («Сиха аль xa-Хоф» — Бесіда на березі, 1954; «Шоршей ха-Нахаль» — Коріння струмка, 1978). 
Склав збірки «Маген баСетер» (про участь євреїв Палестини у військових діях Другої світової війни, 1952), «Сефер hаПалмах» (Книга Пальмахим, 1955) та інші.